# Бабійчук Дмитро Михайлович
Дмитро́ Миха́йлович Бабійчу́к (нар. 14 січня 1984, Прикордонна Улашанівка Славутського району Хмельницької області) — український самбіст, Заслужений майстер спорту України, викладач кафедри спеціальної рятувальної підготовки та фізичного виховання Львівського державного університету безпеки життєдіяльності МНС України, капітан служби цивільного захисту.
У 2006 році закінчив Київський національний університет внутрішніх справ. Член збірної команди України.
Чемпіоном Європи з боротьби самбо (Мінськ, 2010) — здобув перемогу у ваговій категорії до 74 кг. Неодноразово ставав чемпіоном і призером чемпіонатів України і світу, призером чемпіонатів Європи з самбо та бойового самбо.